# 菲尔·梅
菲尔·梅（英語：Phil May，1944年9月20日—2014年11月30日），澳大利亚男子田径运动员。他曾代表澳大利亚参加1966年、1970年和1974年英联邦运动会田径比赛，获得一枚金牌和一枚银牌。